# Бесешть (комуна)
Бесешть, Бесешті (рум. Băsești) — комуна у повіті Марамуреш в Румунії. До складу комуни входять такі села (дані про населення за 2002 рік):
- Бесешть (623 особи) — адміністративний центр комуни
- Одешть (506 осіб)
- Селіште (123 особи)
- Стремц (356 осіб)

Комуна розташована на відстані 408 км на північний захід від Бухареста, 38 км на південний захід від Бая-Маре, 85 км на північний захід від Клуж-Напоки.

## Населення
За даними перепису населення 2002 року у комуні проживали 1608 осіб.
Національний склад населення комуни:
| Національність | Кількість осіб | Відсоток |
| -------------- | -------------- | -------- |
| румуни         | 1517           | 94,3%    |
| цигани         | 89             | 5,5%     |
| угорці         | 2              | 0,1%     |

Рідною мовою назвали:
| Мова      | Кількість осіб | Відсоток |
| --------- | -------------- | -------- |
| румунська | 1607           | 99,9%    |
| угорська  | 1              | 0,1%     |

Склад населення комуни за віросповіданням:
| Релігія            | Кількість осіб | Відсоток |
| ------------------ | -------------- | -------- |
| православні        | 1282           | 79,7%    |
| греко-католики     | 157            | 9,8%     |
| баптисти           | 75             | 4,7%     |
| п'ятдесятники      | 42             | 2,6%     |
| не релігійні       | 5              | 0,3%     |
| римо-католики      | 3              | 0,2%     |
| старообрядці       | 2              | 0,1%     |
| атеїсти            | 1              | 0,1%     |
| не вказали релігію | 4              | 0,2%     |